# Giovanni Antonio Viscardi
Giovanni Antonio Viscardi (San Vittore, 27 dicembre 1645 – Monaco di Baviera, 9 settembre 1713) è stato un architetto barocco svizzero, attivo soprattutto in Baviera.

## Biografia
Figlio di Bartolomeo e Maria Magdalena Tognola, era attivo in Baviera già dal 1674. Nel 1678 ottenne la carica di capomastro di corte e nel 1685 quella di architetto di corte. Costruì la scuola superiore dei gesuiti a Landshut (1688), il palazzo della contessa Maria Adelheid Theresia von Rivera-Preysing a Monaco (1695) e il palazzo del decanato di Landshut (1696-98). Su incarico del principe elettore nel 1692-94 edificò il Monastero di Fürstenfeld e ne progettò la chiesa (lavori iniziati nel 1701). Nel 1697 realizzò il castello Neuhofen a Sendling presso Monaco e restaurò la chiesa gesuitica di San Michele a Monaco di Baviera (1697-98). Eresse inoltre il castello di Helfenberg (1696-1707) e, dal 1700 al 1710, la chiesa di Maria Ausiliatrice di Freystadt, considerata il suo capolavoro. Nel 1700-02 fu ad Augusta per la trasformazione della chiesa di S. Salvatore e nel 1702-07 costruì il convento premonstratense a Schäftlarn, poi assunse la costruzione di due nuovi padiglioni del castello di Nymphenburg (1702) e del colonnato a Lustheim (1702-05). Seguì un periodo di intensa attività quale architetto di corte in diverse località della Baviera, con la costruzione di edifici sacri e profani. Nel 1705 avviò la costruzione della chiesa dei premonstratensi di Neustift, dove realizzò probabilmente anche il convento. Nel 1705 elaborò il primo progetto per la chiesa della Trinità a Monaco, costruita tra il 1711 e il 1714. A San Vittore ampliò e restaurò il palazzo di famiglia, edificato dal padre, che dal 1949 ospita il Museo moesano. Due mesi prima della morte fu nominato primo architetto della corte e della Baviera. Considerato uno dei massimi architetti moesani, i suoi numerosi lavori influenzarono notevolmente i successivi costruttori tedeschi. Dei suoi diversi figli, Antonio fu governatore della Valtellina.
Morto a Monaco gli viene dedicata una via, la Viscardigasse

## Opere principali
- Cappella di Massimiliano, nella Cattedrale di Frisinga
- Bürgersaalkirche
- Chiesa della Santa Trinità (Monaco di Baviera)
- Castello di Nymphenburg (ampliamento)